# Alberto Fushimi
Alberto Fushimi (Córdoba, 31 de marzo de 1936 - La Plata, provincia de Buenos Aires, 14 de mayo de 2014) fue un destacado ingeniero e investigador argentino. Se graduó de Ing. mecánico en 1960 en la Universidad Nacional de Córdoba y poco después como ingeniero mecánico electricista grado máximo (con medalla de oro y diploma de honor).
En 1999 se graduó de Magíster en Ingeniería en la Universidad Nacional de La Plata con el tema de tesis sobre: Sistema de cogeneración con turbina de gas. Aplicación al calentamiento indirecto de aire para el secado de malta.
En su larga carrera como profesional participó en estudios y proyectos de numerosas plantas industriales a lo largo del país, trabajó en proyectos de sistemas eléctricos de magnitud y fue asesor de grandes empresas y corporaciones.
En su faz docente fue ayudante alumno, jefe de trabajos prácticos de Análisis Matemático en la Universidad Nacional de Córdoba. Ya en la Universidad Nacional de La Plata fue profesor titular de Máquinas Térmicas I y Máquinas Térmicas II. Fue muchos años coordinador del área Termotecnia de la Facultad de Ingeniería de la Universidad Nacional de la Plata.
Por un corto período fue profesor de Máquinas Térmicas en la Facultad de Ingeniería de Olavarría en la Universidad Nacional del Centro.
En el campo de la investigación científica trabajó en el campo de la exergía y en la modelización de sistemas de cogeneración. En esto último fue un activo impulsor de esta tecnología en que infructuosamente y con vehemencia intentaba persuadir a funcionarios argentinos manifestando que: la crisis energética que padece la Argentina tiene solución.
Este destacado ingeniero buscaba tender a un uso racional de la energía y creó en 1998 la Unidad de Investigación y Desarrollo "Generación Energética, Cogeneración, Ciclos Combinados, Uso Racional de la Energía en Sistemas Térmicos" (GECCU). Perteneciente al Área Departamental Mecánica de la Facultad de Ingeniería de la UNLP. Con posterioridad a su merecido retiro jubilatorio su trabajo fue continuado por la Dra. María Isabel Sosa.
En reconocimiento a sus logros y devoción a la actividad académica y profesional en 2007 fue nombrado Miembro Titular de la Academia de la Ingeniería de la Provincia de Buenos Aires.

## Algunas publicaciones
En su larga trayectoria como académico e investigador recorrió numerosos campos relacionados con la Eficiencia, Uso Racional e Innovación tecnológica en el campo de la energía. Pueden mencionarse los siguientes:
- La cogeneración en el contexto de las tecnologías de conversión energética del futuro (Averma, 2000)
- Principios termodinámicos del URE en sistemas térmicos. (Averma, 2004)
- Pautas técnicas para un proyecto de regulación de la cogeneración (Averma, 2004)
- Viabilidad económica-financiera de sistemas de cogeneración industrial en Argentina por el mecanismo de desarrollo limpio (Averma, 2006)
- Análisis de la mejora de la eficiencia energética de los ciclos de vapor por utilización del calor de baja exergía (Averma, 2007)
- Análisis de sistemas de cogeneración con turbogrupos de gas y calderas de recuperación de una presión (Averma, 2008)
- Eficiencia energética: Estudio de un caso de repotenciación de un ciclo existente de vapor (Averma, 2011)
- Proyectos de cogeneración: Esquemas conceptuales (Averma, 2012)